# Eric Mamajek
Pour les articles homonymes, voir Mamajek.
Eric E. Mamajek est un astrophysicien observateur américain, professeur associé au département de physique et d'astronomie de l'université de Rochester.
Ses principaux intérêts de recherche sont la formation et l'évolution des systèmes planétaires, les étoiles et les groupes stellaires dans le voisinage galactique.
Il est connu notamment pour avoir découvert un très grand système d'anneaux autour d'une exoplanète, 1SWASP J1407 b. On lui doit également le calcul de la trajectoire passée de l'étoile de Scholz et la démonstration que cette étoile aurait pénétré dans le nuage d'Oort du système solaire il y a 70 000 ans.

## Formation et carrière académique
Eric E. Mamajek a rejoint l'université de Rochester en 2008 comme professeur assistant du département de physique et d'astronomie. Il a reçu son doctorat (Ph.D.) en astronomie en 2004 de l'université de l'Arizona, son M.Sc. en physique en 1999 de l'université de Nouvelle-Galles du Sud/ADFA, et son B.S. en physique et astronomie et astrophysique en 1998 du Schreyer Honors College (en) de l'université d'État de Pennsylvanie, dans son État d'origine de Pennsylvanie.

## Travaux de recherche
Les principaux intérêts de recherche d'Eric Mamajek sont la formation et l'évolution des systèmes planétaires, les étoiles et les groupes stellaires dans le voisinage galactique. Il travaille principalement dans l'infrarouge, le visible et les rayons X et il utilise aussi bien des observatoires au sol que situés dans l'espace. Ses projets de recherche et collaborations récents et actuels concernent la quantification et la compréhension de l'évolution des disques protoplanétaires et des disques de débris autour d'étoiles normales, l'amélioration de la détermination de l'âge et de la distance de systèmes stellaires, protostellaires, substellaires et planétaires ayant un intérêt astrophysique, et les surveys pour imager des planètes extrasolaires et des compagnons substellaires d'étoiles proches dans les infrarouges proches et thermiques. Il est peut-être principalement connu pour ses découvertes de nouveaux amas stellaires proches, trop proches pour apparaître sur les images comme des concentrations denses d'étoiles, et the novel kinematic cluster-finding, and age- and distance-estimation techniques he developed in the process. Celles-ci furent des contributions cruciales à la plus grande étude actuelle sur l'évolution des matériaux de formation des planètes autour d'étoiles similaires au Soleil, le programme Formation et évolution des systèmes planétaires (en anglais Formation and Evolution of Planetary Systems, FEPS) du télescope spatial Spitzer de la NASA. Il est également coauteur d'une étude théorique sur les conséquences observationnelles des collisions de protoplanètes.

## Récompenses
En 1998, Eric Mamajek reçut un Fulbright Fellowship pour mener des recherches à l'Académie militaire d'Australie de Canberra. En 2004, il reçut un Clay Postdoctoral Fellowship de 4 ans du Harvard-Smithsonian Center for Astrophysics, devenant ainsi le premier récipiendaire de ce prestigieux fellowship à venir directement de graduate school.